# Gingerbread Man Records
Gingerbread Man Records é uma gravadora britânica, fundada pelo cantor e compositor britânico Ed Sheeran, formada com base em um acordo realizado com a Warner Music Group.

## História
Sheeran revelou seus planos de estabelecer a Gingerbread Man Records em março de 2015, através da realização de um acordo com a Warner Music Group. A ideia de criar a gravadora surgiu da frustração de Sheeran de não conseguir apoiar novos talentos, inspirada por um episódio vivido com o cantor Passenger, que ele havia levado em turnê junto consigo.
O artista quer utilizar sua gravadora como plataforma para lançar artistas menos conhecidos, aproveitando sua fama e conexões na indústria para dar visibilidade a novos talentos.
A gravadora, bem como um canal dedicado no YouTube, foram lançados em agosto de 2015. O álbum 5, uma compilação de cinco EPs que Sheeran havia lançado independentemente antes de seu álbum de estreia, foi o  primeiro lançamento da gravadora.
Jamie Lawson, que Sheeran conheceu enquanto tocava no circuito folk de Londres, foi o primeiro artista contratado pela gravadora, e a Gingerbread Man Records lançou seu quarto álbum autointitulado, em 9 de outubro de 2015, álbum este que alcançou a primeira posição na parada do Reino Unido. Sheeran também contratou Foy Vance naquele mesmo ano. Sua gravadora contratou Maisie Peters em 2021 e, em 2023, o próprio Ed Sheeran assinou com a Gingerbread, sendo o álbum Autumn Variations o primeiro de estúdio a ser lançado pela gravadora.

## Artistas contratados
- Ed Sheeran (2015–presente)
- Jamie Lawson (2015–2019)
- Foy Vance (2015–presente)
- Maisie Peters (2021–presente)

## Discografia

### Álbuns
- Ed Sheeran – 5 (2015)
- Jamie Lawson – Jamie Lawson (2015)
- Foy Vance – The Wild Swan (2016)
- Jamie Lawson – Happy Accidents (2017)
- Foy Vance – Live in London (2017)
- Jamie Lawson – The Years in Between (2019)
- Foy Vance – From Muscle Shoals (2019)
- Foy Vance – To Memphis (2019)
- Foy Vance – Hope in the Highlands: Recorded Live from Dunvarlich (2020)
- Maisie Peters – You Signed Up for This (2021)
- Foy Vance – Signs of Life (2021)
- Maisie Peters – The Good Witch (2023)
- Ed Sheeran – Autumn Variations (2023)
- Ed Sheeran – Play (2025)

### Singles
Abaixo estão listados singles que não fazem parte de nenhum álbum listado:
- Maisie Peters – "Place We Were Made" (2017)
- Maisie Peters – "Birthday" (2017)
- Jamie Lawson – "Footprints in the Snow" (2017)
- Maisie Peters – "Worst of You" (2018)
- Maisie Peters – "Best I'll Ever Sing" (2018)
- Jamie Lawson – "Testify" (2018)
- Maisie Peters – "Stay Young" (2019)
- Maisie Peters – "Favourite Ex" (2019)
- Maisie Peters – "Daydreams" (2020)
- Maisie Peters – "The List" (2020)
- Maisie Peters – "Sad Girl Summer" (2020)
- Maisie Peters – "Maybe Don't" (2020)
- Maisie Peters – "Cate's Brother" (2022)
- Maisie Peters – "Blonde" (2022)
- Maisie Peters – "Good Enough" (2022)
- Maisie Peters – "Not Another Rockstar" (2022)
- Ed Sheeran – "Under the Tree" (2024)